# Speen, Buckinghamshire
Speen är en by i Buckinghamshire i England. Byn är belägen 37,2 km 
från Buckingham. Orten har 654 invånare (2015).